# Jomolhari
是一款由Christopher Fynn创造的藏文有头体电脑字体，以SIL开源字体授权自由发布。支持使用Unicode标准和中华人民共和国国家标准GB/T20524-2006《信息交换用藏文编码字符集》的编码显示藏文。该字体的设计基于不丹人手写的范文，并且可用于藏语、宗喀语和其他使用藏文的语言。

## 格式和授权
Jomolhari字体可以OpenType格式获取，使用TrueType轮廓。根据SIL开源字体授权的条款发行。
该字体还可从Savannah上的qFree Tibetan Fonts Project （页面存档备份，存于）及其他站点下载。VOLT计划的文件包含的OpenType方式查看的该字体的源代码

## 使用
- Jomolhari内置于多个Linux发行版：
  - Fedora[2]
  - Debian[3]
  - CentOS
  - Ubuntu
  - Dzongkha Linux

- Jomolhari被不丹报刊作为主要的字体用在其宗喀语版或章节的内容：
  - 不丹观察者
  - 不丹时报
  - 今日不丹
  - 不丹商务
  - Druk Yoedzer
- Jomolhari曾被MediaWiki用作显示藏文的默认字体，[4]包括了维基百科。后被BabelStone Tibetan Slim取代。
- Jomolhari还被不丹国家图书馆网站用在宗喀语页面。[5]

## 派生作品
西藏与喜马拉雅图书馆复刻了Jomolhari字体，为Adobe InDesign CS3及CS4创造出Jomolhari ID字体。该字体添加了附加的lookup以及通用OpenType特性以使文字能在这些版本中正确显示。
魏安也创造了该字体的复刻版BabelStone Tibetan以提供扩展支持。该字体添加后来的Unicode版本中收录的藏文字符，添加了更多的字符组合，尤其是用于藏文速记缩写和转写西夏语的组合。